# Салыръелга
Салыръелга (устар. Сарыелга) — река в России, протекает по Башкортостану и Оренбургской области. Устье реки находится в 18 км по левому берегу реки Малая Куюргаза. Длина реки составляет 19 км.

## Данные водного реестра
По данным государственного водного реестра России относится к Уральскому бассейновому округу, водохозяйственный участок реки — Сакмара от впадения реки Большой Ик и до устья, речной подбассейн реки — Подбассейн отсутствует. Речной бассейн реки — Урал (российская часть бассейна).
По данным геоинформационной системы водохозяйственного районирования территории РФ, подготовленной Федеральным агентством водных ресурсов:
- Код водного объекта в государственном водном реестре — 12010000712112200006978
- Код по гидрологической изученности (ГИ) — 112200697
- Код бассейна — 12.01.00.007
- Номер тома по ГИ — 12
- Выпуск по ГИ — 2